# El Portús (Gerona)
El Portús o Los Límites es una localidad y pedanía española perteneciente al municipio de La Junquera, en la provincia de Gerona, comunidad autónoma de Cataluña. Está situada en la parte septentrional de la comarca del Alto Ampurdán, completamente anexa a la localidad francesa de El Pertús (Le Perthus), cuyo límite entre ambos núcleos viene marcado por diversos mojones, marcas viales horizontales y el propio acerado.

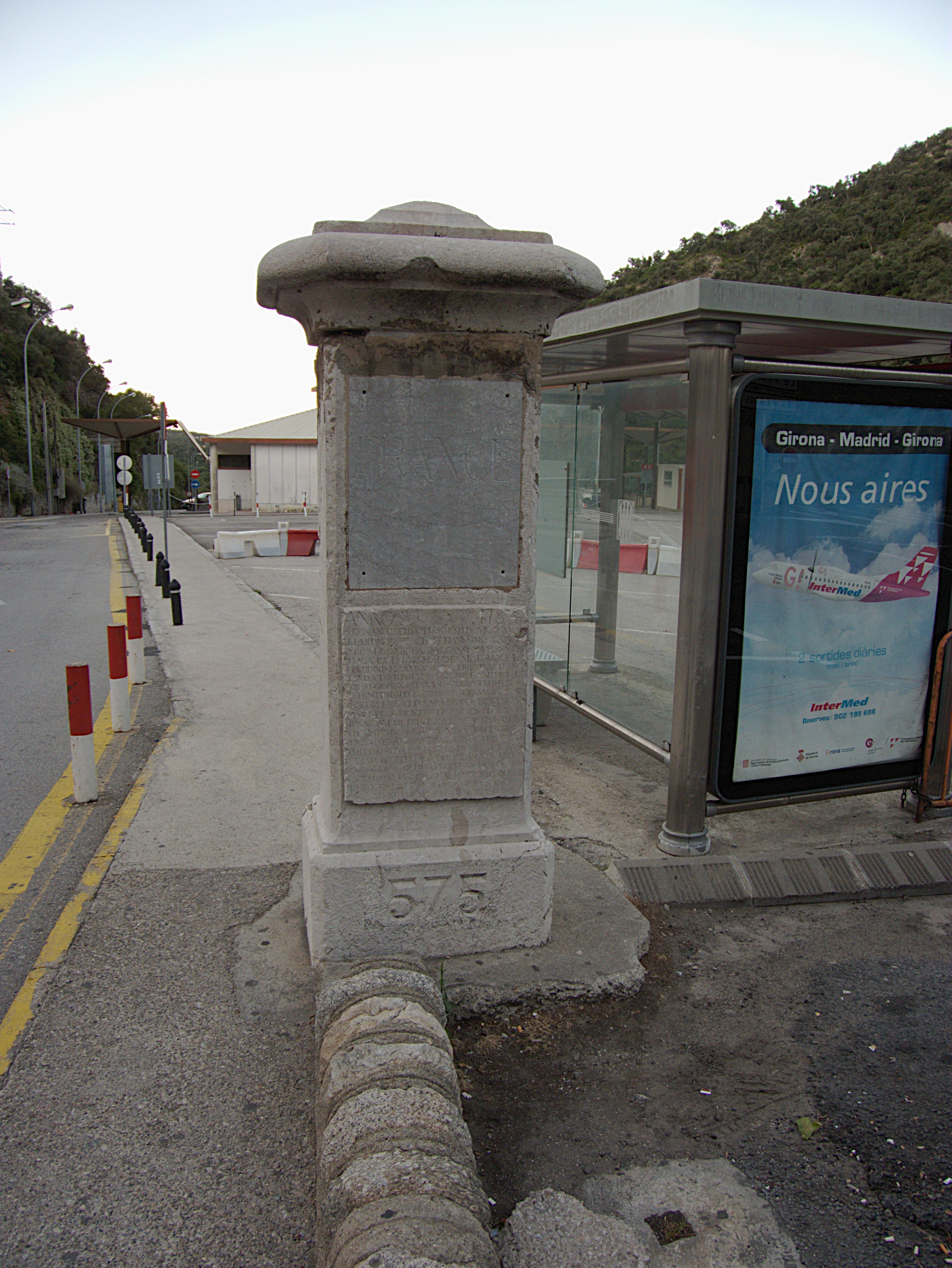
Mojón que indica la frontera entre España (izq.) y Francia (der.), por las localidades de El Portús y El Pertús

El lugar está situado en el confín de la carretera N-II (Route nationale 9, una vez cruzada la frontera francesa), cerca de la autopista AP-7 (A9, en Francia). Desde los años 50, es uno de los puntos de paso más importantes entre los dos países y también un inmenso núcleo comercial, análogo al situado en El Pertús, al otro lado de la frontera.

## Historia
El origen de la división se remonta al siglo XVII, cuando el Tratado de los Pirineos consagró la actual frontera franco-española en la cordillera pirenaica. Un par de siglos más tarde, en 1866, España y Francia firmaron un tratado fronterizo que fijaba la frontera exacta entre Andorra y el mar Mediterráneo; en ese tratado se indicaba dónde deberían ir cada uno de los hitos fronterizos que señalizaran el límite entre los dos países, y que aún se encuentran en pie.
En el tratado de 1866 se fijaba el límite hispano-francés en la zona de El Pertús en un arroyo (Arroyo de la Condesa) que se encontraba justo al borde del camino que atravesaba el lugar, y que ahora es la Carretera Nacional II de España y la calle principal del pueblo al otro lado de la frontera. Todo el arroyo era territorio francés, hasta la orilla oriental. Probablemente fue en los años 1960 cuando se procedió a cubrir el arroyo, que ahora forma parte del alcantarillado de El Pertús, y también cuando se comenzó a construir edificios en el lado oriental del pequeño riachuelo, que en verano no era más que una cuneta completamente seca. Así pues, la frontera quedó soterrada, y surgió una calle internacional.

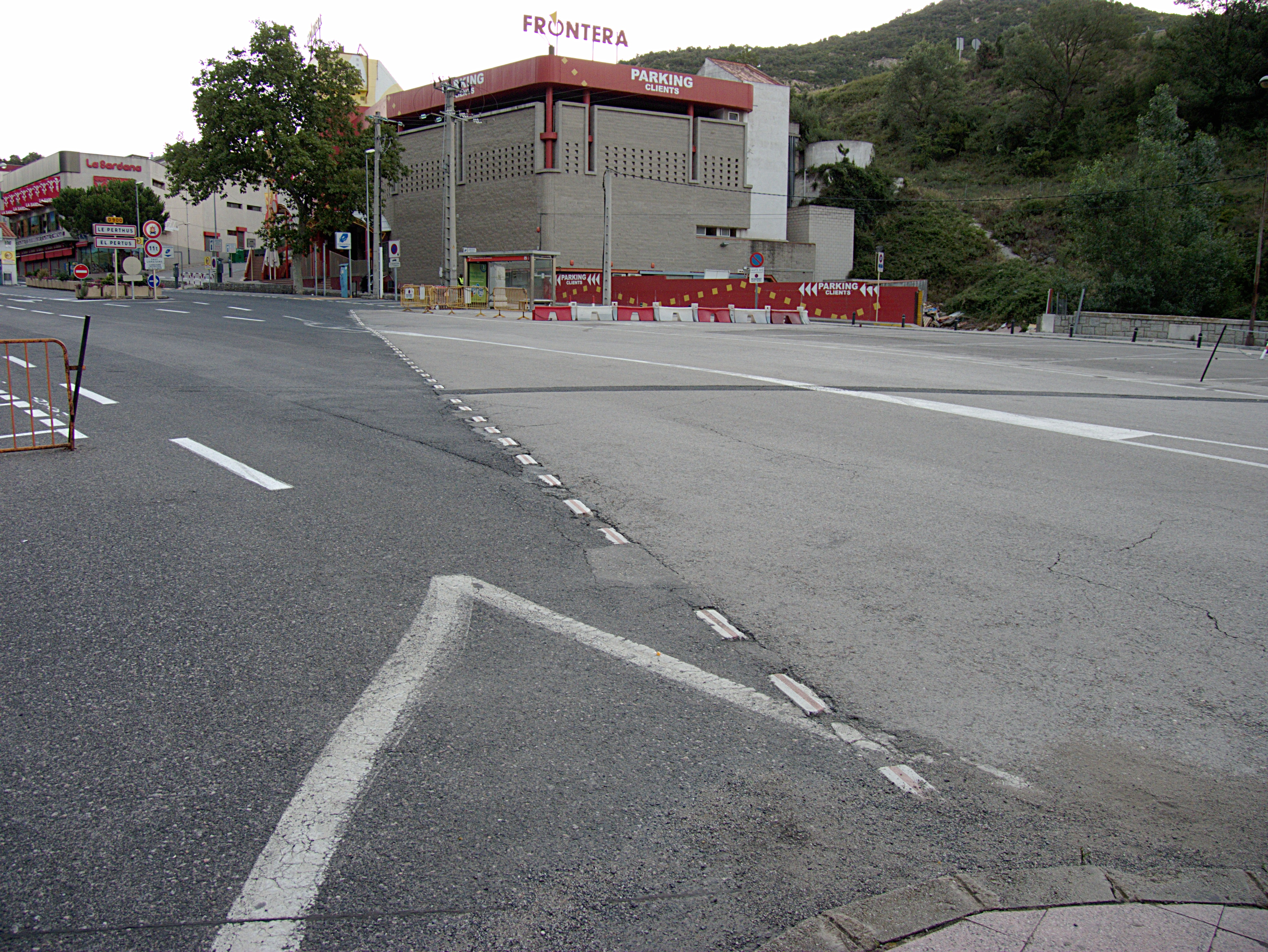
Marca vial que indica la frontera entre Francia (izq.) y España (der.), por El Pertús y El Portús

## Demografía
Según el Instituto Nacional de Estadística de España, en el año 2022 El Portús contaba con 48 habitantes censados, lo que representa el 1,45% de la población total del municipio.

### Evolución de la población
| Gráfica de evolución demográfica de El Portús entre 2012 y 2022 |
|                                                                 |
| Datos según el nomenclátor publicado por el INE.                |

## Peculiaridades
La división de ambos pueblos es tal, que la calle mayor de El Pertús/El Portús se encuentra partida en dos: los edificios situados en el lado occidental de la calle se sitúan en la Avenida de Francia (Avenue de France, oficialmente) mientras que los del lado oriental tienen como dirección postal la Avenida de Cataluña (oficialmente Avinguda de Catalunya).
En este sitio es posible aparcar un vehículo en Francia y bajar de él en España; la calzada es enteramente francesa, justo hasta el bordillo de la acera del lado este, que ya es española. Los coches que estacionan en el lado oriental lo hacen en Francia, pero como la acera es española, para pagar el estacionamiento necesariamente deben cruzar la calle, donde se encuentran los parquímetros franceses. En una acera se ubican bancos españoles y en la de enfrente entidades francesas. Hay un jardín y un árbol dividido entre los dos países.

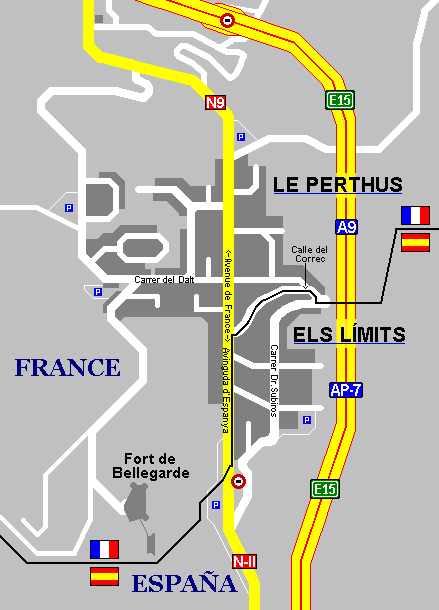
Situación de la frontera franco-española entre la localidad gerundense de El Portús (der.) y la localidad pirenaico-oriental de El Pertús (izq.), completamente anexas

La frontera recorre gran parte de la avenida binacional. En el lado español de la calle se encuentran estancos, licorerías y todo tipo de comercios que no existen al otro lado de la calle. El tabaco es mucho más barato en España que en Francia, por lo que no existe ni un solo estanco francés en varios kilómetros a la redonda. Lo mismo ocurre con el alcohol e incluso con los alimentos. Prácticamente todo el lado español está dedicado al comercio, en El Portús apenas vive gente.
El Portús y El Pertús se encontraban en el lado francés de la aduana conjunta que permaneció allí hasta la entrada en vigor del Tratado de Schengen, y cuyas instalaciones aún siguen en pie, aunque en desuso. Era el único lugar en el que para trasladarse de un pueblo español a otro había que pasar por una aduana. A unos seiscientos metros al norte de dicha aduana, la frontera efectúa un giro al este por la Calle del Arroyo de la Condesa (oficialmente, carrer del Còrrec de la Comtessa). Bajo ella se encuentra precisamente el riachuelo que separa España y Francia, y por tanto, la pequeña calle también es binacional. En el lado francés se llama Calle del Arroyo (oficialmente Rue du Ravin).
También cabe destacar que se puede entrar a El Portús sin pisar suelo francés, pero para regresar al resto de España es necesario cruzar la calle principal, o sea entrar en Francia. Las Fuerzas y Cuerpos de Seguridad del Estado Español pueden cruzar la frontera sin problemas, y viceversa; es frecuente ver coches de la Guardia Civil y de los Mozos de Escuadra (la policía autonómica catalana) en calles francesas. Se han dado casos en los que alguien ha cometido alguna falta en España y ha sido detenido por la policía francesa.